# (5255) Johnsophie
(5255) Johnsophie (1988 KF) – planetoida z pasa głównego asteroid okrążająca Słońce w ciągu 4,37 lat w średniej odległości 2,67 j.a. Odkryta 19 maja 1988 roku.